# De Porre

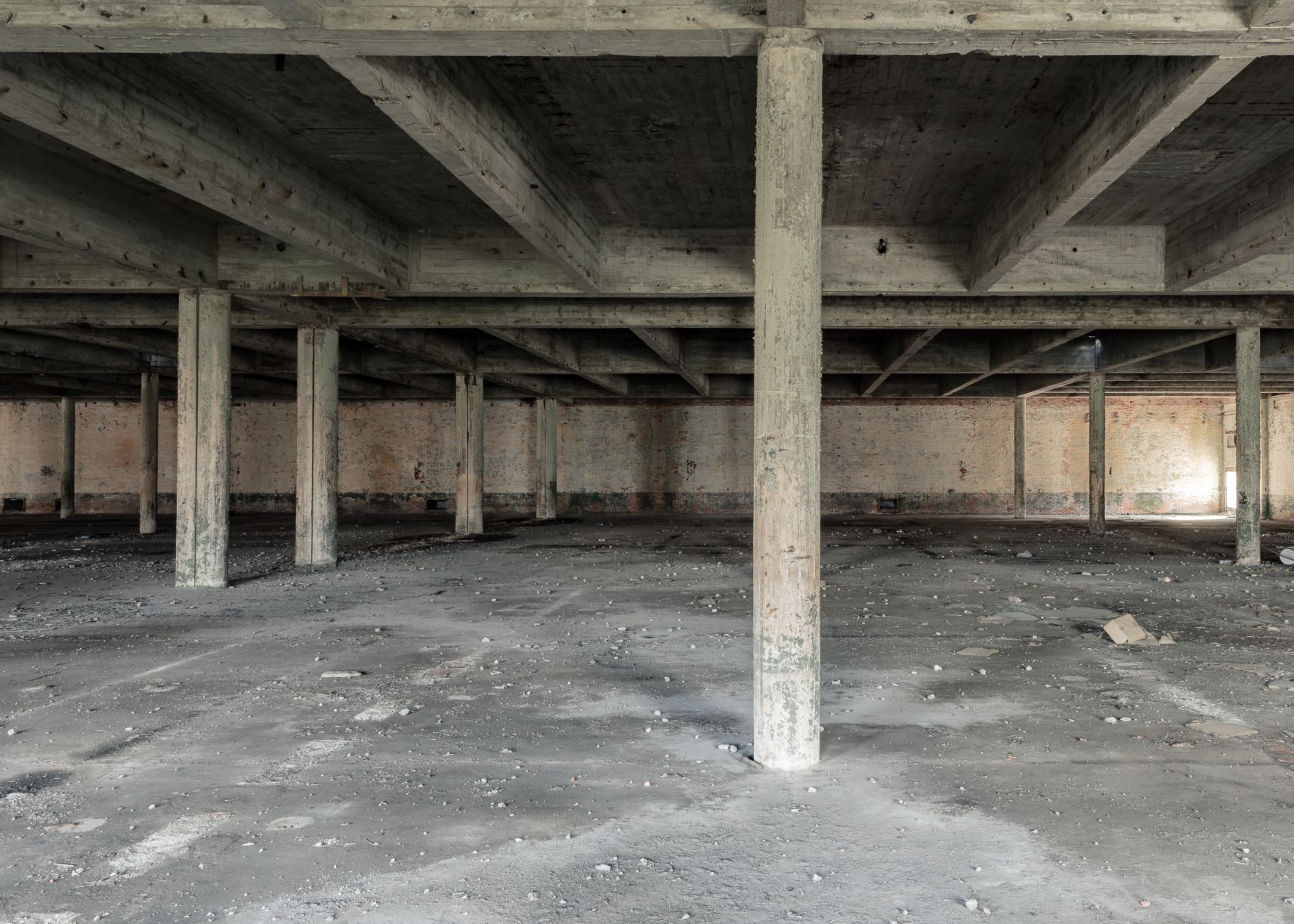
Binnenzicht van voormalige weverij textielfabriek De Porre in Gent, fotograaf: Alexander Dumarey

De Porre was een katoenweverij opgericht in 1907 door Ernest De Porre te Gentbrugge, gelegen tussen de Jules de Saint-Genoisstraat en de Peter Benoitlaan. Omdat de fabriek bij het weven van onder andere beddenlakens katoen van hoge kwaliteit wou gebruiken, kreeg in 1927 de fabriek ook een eigen spinnerij. 

## Geschiedenis

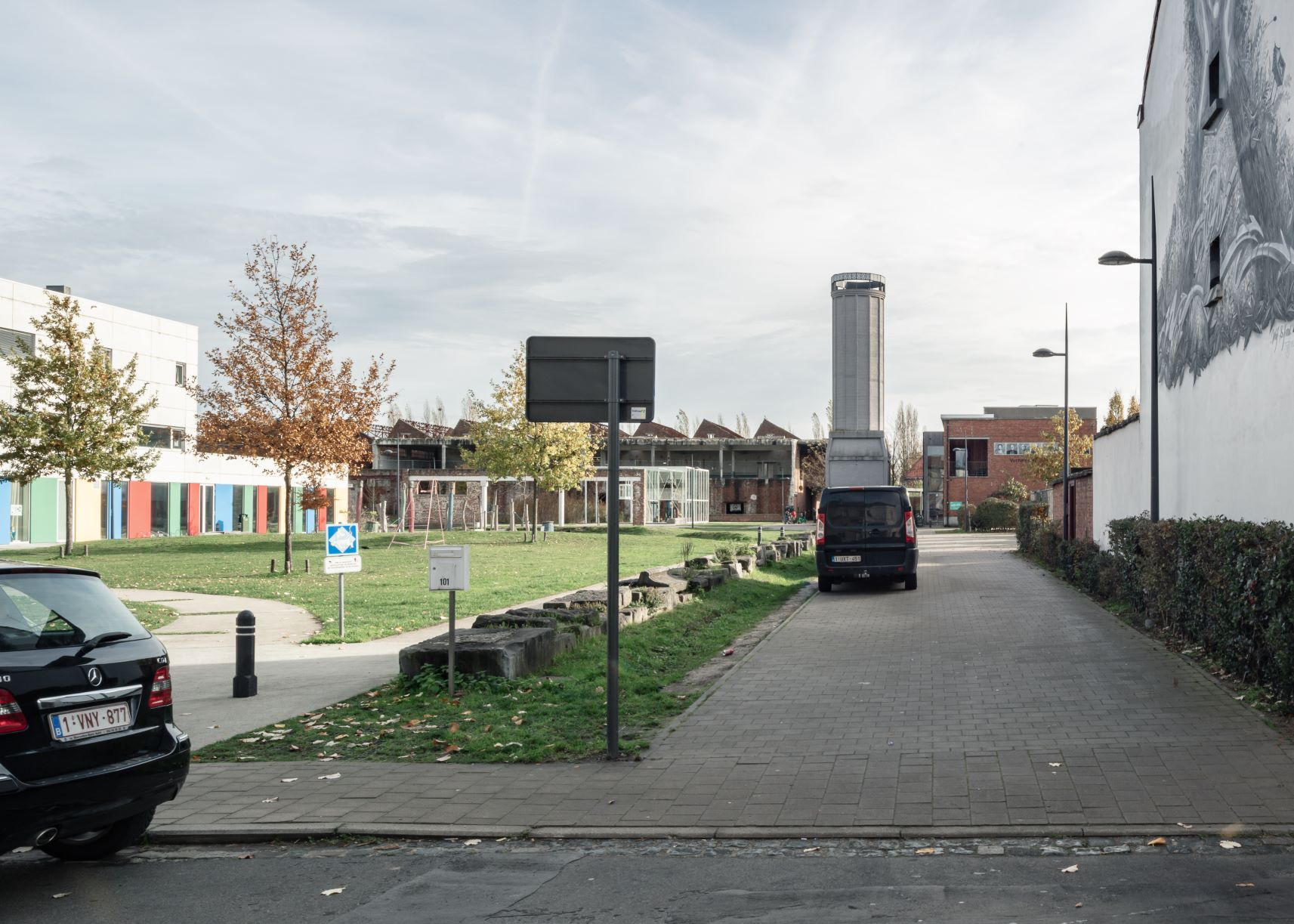
Wijkpark op voormalige site van textielfabriek De Porre in Gent, fotograaf: Alexander Dumarey

In 1935 overleed de oprichter E. De Porre, waarna zijn zonen Albert en Eugène hem opvolgden. Al in 1937 kende de fabriek 476 personeelsleden. 
Tijdens de Tweede Wereldoorlog werd de fabriek voor drie vierde verwoest door een bombardement, maar werd in 1946 al snel terug opgebouwd en gemoderniseerd. In 1946 volgde de zoon van Eugène, Jacques De Porre, hem op als algemeen directeur. 
In de jaren 1960 bereikte de export van de fabriek een hoogtepunt met uitvoer van flanellen lakens naar zo'n 25 landen. 
In oktober 1980 gaat de firma failliet. Twee jaar later kocht de Stad Gent het fabriekscomplex op, waarna de gebouwen gebruikt werden als onder andere een depot voor het MIAT (nu het Industriemuseum), de brandweer, een jeugdhuis en het Rode Kruis. 
Vanaf 2008 werden delen van de fabriekssite gesloopt om er een park en woonwijk aan te leggen. Enkele delen werden bewaard, zoals de koeltoren, stoomturbine en kasseiweg. De loods van de spinnerij werd gerestaureerd tot een wijkcentrum. 

## Specialiteit
De onderneming is gekend voor zijn productie van flanellen lakens. 